# Wolfgang Unverzagt
Wolfgang Unverzagt (* um 1535; † 31. März 1605 in Wien) war Präsident der Hofkammer in Prag.
Wolfgang war der Sohn des Georg Unverzagt (* 1515; † 1598). Unter Maximilian II. und seinem Nachfolger Rudolf II. war er Reichshofratssekretär. Als Rudolf II. sich für Prag als Residenz entschied, blieb Unverzagt bei den Wiener Gubernatoren Ernst und Matthias. 1591 machte der Kaiser ihn zum Kanzler und zum Deputierten Rat, der bald als allmächtig in der Wiener Regierung galt. 1602 berief der Kaiser ihn zum Hofkammerpräsidenten in Prag.
Wolfgang Unverzagt wurde 1602 in den niederösterreichischen Herrenstand aufgenommen und gilt als Gründer derer von Unverzagt (Adelsgeschlecht). Ab 1574 war er Herr von Petronell und Regelsbrunn, ab 1589 von Ebenfurth. Wolfgang Unverzagt war auch Herr von Retz.
Beigesetzt wurde er in der Wiener Schottenkirche.